# 691

## Decese
- dată necunoscută: Theuderic al III-lea, regele francilor din Neustria în 673 și între 675 și 679, apoi regele tuturor francilor din 679 până în 691 (n. anii 650).